# Портрет на Исабел Порсел
„Портрет на Исабел Порсел“ е картина от Франсиско Гоя, рисувана в началото на ХІХ век, ок. 1804 – 1805 година.
Произведението отначало е изложено в Мадрид, а днес се намира в Националната галерия в Лондон.
Доня Исабел Лобо Веласко де Порсел била богата млада испанска дама, родена ок. 1780 година. На картината на Гоя е облечена по-скоро с национален костюм, отколкото според висшата мода в Париж по онова време.